# 戰長沙 (電視劇)
《戰長沙》是一部2014年首播的中國大陸近代革命連續劇，由山東電影電視劇製作中心製作並發行，著名導演孔笙、張開宙執導，改編自網路小說家卻卻的同名小說 。
故事背景選取八年抗戰中著名的“长沙会战”，藉由長沙城中一戶姓「胡」的普通人家在戰爭中的命運浮沉，展現出戰火的無情以及在日軍鐵蹄的侵略下，中華兒女奮起抗戰的不屈精神，並由霍建華和楊紫主演。本劇更是霍建華初次以軍人扮相出現在電視劇上，一改之前在古裝劇中的形象；而楊紫在此劇中有跨大尺度年齡的演出，從少女演到少婦。

## 播出時間及平台
| 播映日期      | 頻道           | 所在地 | 播出时间          |
| ------------- | -------------- | ------ | ----------------- |
| 2014年3月8日  | 上海电视剧频道 | 中国   | 19:00起           |
| 2014年7月14日 | 央視八套       | 中国   | 19：00四集联播    |
| 2015年8月24日 | 湖南卫视       | 中国   | 每周一至周四16:00 |

## 劇情概要
1938年初秋，日軍(鬼子)攻陷南京，長沙危在旦夕，城中茶園巷的胡家人，在孫女婿薛君山的支持下，千方百計為胡家最寵愛的一對龍鳳胎湘湘和小滿安排退路。薛君山先將湘湘介紹給留洋歸來保衛長沙的顧清明，可惜生性潑辣的湘湘和心高氣傲的顧清明一見面便勢同水火，薛君山只好另選人家。在薛的努力下湘湘終於訂婚。訂婚當日，蔣介石密令火燒長沙，由於指揮失當，長沙大火釀成巨大災難。繁華的古城毀於一旦，很多睡夢裡來不及跑的人被活活燒死。就在這樣一片焦土上，各地英雄兒女齊聚長沙，和湖南人民一起艱難地阻擋敵人的鐵蹄，胡家人也在這場劫難中演繹一幕幕悲歡離合故事。

## 演员表

### 主要演員
| 演员   | 角色              | 簡介 |
| 霍建华 | 顧清明 （顧紹桓） | 一心保家衛國的歸國弟子，認為先有國才有家，雖備受煎熬卻依然勇闖前線的熱血男兒，與湘湘亂世的相逢，交織著戰火紛飛，戰爭傷口上的愛情之花最終美麗綻放，戰爭結束後決定與湘湘移居國外。       |
| 楊紫   | 胡湘湘            | 胡家小孫女，小滿的雙胞胎姐姐。從天真浪漫的少女到戰地出色的護士，無情的戰火使她成長，與顧清明成為生死與共的夫妻，育有一子念親。                                                         |
| 任程偉 | 薛君山            | 胡湘湘大姐夫。長沙城的地頭蛇，為所欲為，活的肆意痛快。為保妻子一家衣枕無憂，穿上軍裝，在保家與保命之間做出無悔的抉擇，後死於抗日戰爭中（於顧清明懷中離開人世）。                       |
| 左小青 | 胡湘君            | 胡湘湘大姐。典型的中國女性，為了家可以犧牲愛情，為了愛可以犧牲生命。虽然薛君山强行将她从青梅竹马的表哥劉明翰手中夺走，可她逐渐爱上薛君山，对他生死相依。最后為躲避日本人，投湘江而亡。 |

### 胡家
| 演员   | 角色           | 簡介 |
| 王永泉 | 胡秉銓         | 胡老太爺。因日本人掠奪田產，分地後壽終於祠堂。 |
| 王彩平 | 胡十奶奶       | 長沙胡家輩分最高之長輩，因與胡老太爺的舊時恩怨獨自在長沙憑一副好手藝將胡長寧扶養成人，將長沙胡家撐起一片天。兒媳逝後上吊亡。                                                           |
| 楊新鳴 | 胡長寧         | 胡家三姊弟之父，懦弱的知識份子，一生不敢對別人說個「不」字，卻在日本人的槍口前搖頭。                                                                                                   |
| 穆麗燕 | 胡劉氏         | 胡家三姊弟之母、劉明翰、劉秀秀之姑，乳名多慈。雖體弱多病，為了家庭和孩子可以放棄一切。胡長寧死後病逝。                                                                                 |
| 任程偉 | 薛君山         | 胡湘湘大姐夫。長沙城的地頭蛇，為所欲為，活的肆意痛快。為保妻子一家衣枕無憂，穿上軍裝，在保家與保命之間做出無悔的抉擇，後死於抗日戰爭中（於顧清明懷中離開人世）。                       |
| 左小青 | 胡湘君         | 胡湘湘大姐。典型的中國女性，為了家可以犧牲愛情，為了愛可以犧牲生命。虽然薛君山强行将她从青梅竹马的表哥劉明翰手中夺走，可她逐渐爱上薛君山，对他生死相依。最后為躲避日本人，投湘江而亡。 |
| 應懿暄 | 平安           | 薛君山和胡湘君的兒子。為躲避日本人，被母親胡湘君悶死。 |
| 牛駿峰 | 胡湘江（小滿） | 胡湘湘的雙胞胎弟弟，兩人搗蛋一定有對方一起。對他來說，家人是他的所有，一天因至親之死，走進一場強迫他長大的戰爭，為了不讓日本人入村取糧，於對抗日本人時壯烈犧牲。                       |
| 李澤鋒 | 胡湘平         | 胡家孩子，進入中央航校。 |
| 張墨錫 | 靜顏           | 胡家買來的丫鬟，後為湘平之妻。 |
| 張逸杰 | 胡湘水         | 胡家孩子，死於日本人。 |
| 王宏   | 胡小秋         | 胡老太爺收養的孩子。 |
| 孫夢佳 | 水蘭           | 胡家丫鬟，後為小秋之妻，死於日本人。 |
| 劉真君 | 劉秀秀         | 劉明翰之妹、胡劉氏姪女。年幼失怙，渴望成為胡家的真正一員。後與胡湘江（小滿）結婚。 |
| 高鑫   | 劉明翰         | 劉秀秀之兄、胡劉氏之姪。曾至日本學醫，回國後成為戰地醫生。後改為教書。 |

### 顧家
| 演员   | 角色   | 簡介                         |
| 王雙寶 | 徐權   | 顧清明的舅舅，薛君山的上司。 |
| 呂夏   | 顧琴韵 | 顧清明的大姐。               |

### 其他演員
| 演员   | 角色           | 簡介                                                               |
| 匡牧野 | 莫小弟（蘇鐵） | 初為薛君山跟班、副官，後期為顧清明副官。後中彈不治。               |
| 馬波   | 陳楚（小黑）   | 薛君山的跟班，好賭。後當漢奸，因逼迫胡家，死於胡湘江（小滿）槍下。 |
| 李汶景 | 穆華容（小穆） | 顧清明副官，中彈身亡。                                             |
| 李培铭 | 方先覺         | 國民革命軍第十軍軍長。                                             |
| 瑛子   | 金鳳           | 胡湘湘的同學，胡湘江（小滿）喜歡的對象，刺殺日本高官中彈身亡。     |
| 冯晖   | 盛老板         | 綢緞庄掌櫃。                                                       |
| 孫翰文 | 盛承志         | 盛老闆的兒子，曾與胡湘湘定親，死於長沙大火。                       |
| 劉陸   | 護士長（客串） | 替胡湘湘及顧清明擋子彈，死於日本人的槍下。                         |
| 劉興武 | 毛毛           | 五歲毛毛。                                                         |
| 边程   | 毛毛           | 八歲毛毛。                                                         |
| 岳暘   | 日本頭目       |                                                                    |
| 刘红星 | 汪胡子         | 高利貸業者，後加入游擊隊，與小滿在對抗日本人入村取糧時犧牲。       |
| 趙千紫 | 農婦（客串）   |                                                                    |
| 靳東   | 王開復（客串） | 大公報記者。                                                       |

## 製作人員
- 出品人：吕芃、晋亮
- 制作人：侯鸿亮
- 导演：孔笙、张开宙
- 编剧：吴桐、曾璐
- 文学统筹：却却、赵烁
- 发行：李化冰

## 電視劇歌曲
| 曲序 | 曲目                 | 演唱者       |
| ---- | -------------------- | ------------ |
| 1.   | 我會記得你（主題曲） | 霍建華、楊紫 |